# Antonio Rubio Campaña
Antonio Rubio Campaña (Melilla, 11 de mayo de 1951) es un periodista de investigación, escritor y docente español. Es el presidente de honor de la Asociación de Periodistas de Investigación (API).En 2022, fue galardonado con el premio Ondas Globales del Podcast a Mejor Podcast de No Ficción por su pódcast GAL: El triángulo, donde Rubio condensa su investigación de casi 40 años de los Grupos Antiterroristas de Liberación (GAL) en ocho episodios.

## Trayectoria
Rubio se licenció en Periodismo por la Universidad Autónoma de Barcelona (UAB) y, posteriormente, se doctoró por la Universidad Complutense de Madrid (UCM) con la tesis doctoral "Periodistas españoles en la guerra del Rif (1921-1923): Origen del Periodismo de Investigación en España". En 1974, empezó a trabajar en Barcelona como redactor de Tele/eXprés hasta entrar en El Periódico de Catalunya en 1979. Un par de años más tarde, en 1981, siendo todavía redactor de El Periódico de Catalunya y junto a Enrique García Corredera, participó en Quini: del secuestro a la libertad, un libro con prólogo de Manuel Vázquez Montalbán en el que el futbolista español Enrique Castro "Quini" narró su secuestro.
En 1981, comenzó a trabajar en la revista Interviú, en donde permaneció hasta 1989, cuando se trasladó al semanario Cambio 16 como redactor jefe. En 1993, entró a formar parte de la redacción del diario El Mundo donde fue subdirector de investigación hasta 2012, y donde destapó varios casos que han abierto procedimientos judiciales como con los relacionados con la trama de los Grupos Antiterroristas de Liberación (GAL), la malversación de caudales públicos con fondos reservados, la fuga de Luis Roldán, las escuchas y papeles del Centro Superior de Información de la Defensa (CESID), el caso Zabalza, Jesús Gil y la corrupción en Marbella, el caso del padre Ellacuría y la investigación sobre los atentados del 11-M (11 de marzo de 2004).
Como docente, es doctor-tutor del máster de Periodismo Avanzado y Reporterismo de la Universidad Ramon Llull. En junio de 2012, siendo todavía subdirector de El Mundo, fue nombrado director del Master en Periodismo de Unidad Editorial, realizado en colaboración con la Universidad CEU San Pablo, en sustitución de Justino Sinova. Ese mismo año, también fundó y comenzó a dirigir el Master en Periodismo de Investigación, Datos y Visualización de El Mundo realizado con la Universidad Rey Juan Carlos (URJC). Fue director de estos dos Masters hasta 2021, cuando fundó y comenzó a dirigir el Máster de Investigación Periodística, Nuevas Narrativas, Datos, Fact-Cheking y Transparencia de la URJC y la Fundación Maldita.es, junto con el investigador Manuel Gertrúdix Barrio.
En octubre de 2017, fundó junto a los periodistas Tomás Ocaña, Ignacio Calle, Natalia Hernández, Antonio Salvador, Javier Chicote, Pilar Velasco, Daniele Grasso y María Zuil la Asociación de Periodistas de Investigación (API), de la que es presidente.

## Reconocimientos
Rubio ha recibido diversos galardones a lo largo de su carrera. En 1994, el equipo de investigación que creó y dirigió en El Mundo fue reconocido por el Club Internacional de Prensa al mejor trabajo periodístico en prensa, y un año después, en 1995, recibió el premio León Felipe.
El 11 de mayo de 2021, cuando Rubio cumplió 70 años, parte de su alumnado, que ahora son periodistas, le felicitó desde Twitter en un homenaje espontáneo usando el hashtag #LoAprendíDeRubio. Ese mismo año, Rubio fue elegido miembro del jurado de la primera edición de los premios de la Asociación de Periodistas de Investigación de España (API), junto al fotoperiodista Jesús Blasco Avellaneda, la periodista de datos Paula Guisado de RTVE, el investigador Manuel Gértrudix de la Universidad Rey Juan Carlos y la investigadora mexicana Lydia Cacho.
En 2022, Rubio fue galardonado con el premio Ondas Globales del Podcast a Mejor Podcast de No Ficción por su pódcast GAL: El triángulo, donde Rubio condensa su investigación de casi 40 años de los Grupos Antiterroristas de Liberación (GAL) en ocho episodios.

## Obra
- 1981 – Quini: del secuestro a la libertad. Junto a Enrique García Corredera. Con prólogo de Manuel Vázquez Montalbán. Editorial Planeta. ISBN 9788432035883.[32]
- 1995 – El 'caso Interior'. GAL, Roldán y fondos reservados: el triángulo negro de un ministerio. Junto a Manuel Cerdán. Ediciones Temas de Hoy. ISBN 978-8478804924.[33]
- 1997 – El origen del GAL : "guerra sucia" y crimen de estado. Junto a Manuel Cerdán. Ediciones Temas de Hoy. ISBN 9788478807239.[34]
- 2003 – Lobo : un topo en las entrañas de ETA. Junto a Manuel Cerdán. Plaza & Janés. ISBN 9788401378393.[35]
- 2011 – Tramas políticas y urbanísticas al descubierto: Corrupción e investigación periodística. Junto a Juan Luis López Galiacho. Dykinson. ISBN 978-8499822198.[36]
- 2015 – Luis de Oteyza y el oficio de investigar. Editorial de crowdfunding Libros.com. ISBN 978-8416616060.[37][38]
- 2021 – El desastre de Annual a través de la prensa. Editorial de crowdfunding Libros.com. ISBN  9788418913525.